# Zulejka Sejidmamadova
Zulejka Sejidmamadova (azerbajdžansko Züleyxa Mirhəbib qızı Seyidməmmədova, rusko Зулейха Мир-Габиб кызы Сеидмамедова), azerbajdžanska letalka, * 22. marec 1919, Baku, † 10. november 1994, Baku.
Bila je ena prvih azerbajdžanskih pilotk in prva Azerbajdžanka, ki je sodelovala v bojih v zraku.
Pilotsko licenco je pridobila v domačem latalskem klubu leta 1935, kasneje pa je obiskovala letalsko akademijo Žukovski v bližini Moskve. Leta 1938 je postala petrokemični inženir, vendar se je v celoti posvetila letalstvu.
Med Drugo svetovno vojno  je bila polkovna navigatorica pri 586. lovksem polku, enem od treh sovjetskih ženskih letalskih polkov, ki jih je ustanovila Marina Raskova. Med vojno je sodelovala v več kot štiridesetih zračnih bojih in več kot 500 zračnih nalogah.
Po vojni je bila demobilizirana, leta 1952 pa je postala ministrica za socialno varnost v Azerbajdžanski SSR.